# 1. deželnostrelski polk (Avstro-Ogrska)
Za druge 1. polke glejte 1. polk.
1. deželnostrelski polk (izvirno nemško k.k. Landesschützen Regiment Nr. I; dobesedno slovensko: Cesarsko kraljevi deželnostrelski polk št. I) je bil pehotni polk avstro-ogrskega Domobranstva.

## Zgodovina
Polk je bil ustanovljen leta 1893. 

### Prva svetovna vojna
Polkovna narodnostna sestava leta 1914 je bila sledeča: 58% Nemcev, 38% Južnotirolcev in 4% drugih.
Polkovne enote so bile garnizirane sledeče: Trento (štab, I. bataljon), Strigno (II. bataljon) in Rovereto (III. bataljon).

## Poveljniki polka
- 1898: Ignaz Lunzer[2]
- 1914: Adolf Sloninka von Holodow[1]